# Chomieńskie
Chomieńskie – część wsi Wara w Polsce, położona w województwie podkarpackim, w powiecie brzozowskim, w gminie Nozdrzec.
W latach 1975–1998 Chomieńskie administracyjnie należało do województwa krośnieńskiego.